# Brenda Bruce
Brenda Bruce (Mánchester; 7 de julio de 1918 – Londres; 19 de febrero de 1996) fue una actriz teatral, televisiva y cinematográfica británica.

## Biografía
Inició de adolescente su carrera interpretativa actuando como corista. Trabajó con el Birmingham Repertory Theatre (1936-1939) y durante largo tiempo fue actriz de la Royal Shakespeare Company (RSC). Con esta compañía fue Mistress Page en Las alegres comadres de Windsor, interpretando el papel en 1964, 1968, 1975, y 1995. También fue Irma en la obra de Jean Genet El balcón, producida por la RSC en 1971.
En la década de 1950 actuó en televisión en muchos dramas, así como en el programa Rich and Rich, junto a su marido, Roy Rich. Además, fue Winnie en el estreno en 1962 de la obra de Samuel Beckett Los días felices, y en 1977 Lucilla Edith Cavell Teatime en "Murder Most English".
Brenda Bruce también interpretó al personaje de P. G. Wodehouse Tía Dahlia en la producción de la década de 1990 Jeeves and Wooster, con Stephen Fry y Hugh Laurie. Otros de sus papeles fueron Tilda en el episodio de la serie Doctor Who "Paradise Towers", Bea en el drama Connie, y el que interpretó en The Riff Raff Element. En 1964 también asumió el importante papel de Mary Lewis en Nightmare. En 1994 también trabajó en una sitcom de la que se emitieron pocos episodios, Honey for Tea.
Bruce se casó en dos ocasiones, una con la personalidad televisiva Roy Rich, y la segunda con el actor Clement McCallin. La actriz falleció en Londres en 1996, a los 77 años de edad.